# Ernst Biberstein
Ernst Emil Heinrich Biberstein, narozený jako Ernst Szymanowski (15. února 1899, Hilchenbach – 8. prosince 1986, Neumünster) byl evangelický pastor, který se stal členem NSDAP a SS, kde dosáhl hodnosti Obersturmbannführera. Stal se hlavou 6. oddílu skupiny C zvláštních jednotek Einsatzgruppen, jež vraždily civilní obyvatelstvo za frontou, převážně Židy. Jeho oddíl zavraždil dva až tři tisíce Židů na Ukrajině.
V roce 1947 byl postaven před americký vojenský tribunál v Norimberku v rámci procesu s příslušníky Einsatzgruppen. Byl shledán vinným zločiny proti lidskosti, válečnými zločiny a členstvím ve zločineckých organizacích, za což byl 10. dubna 1948 odsouzen k trestu smrti oběšením, který mu byl cestou milosti v roce 1951 změněn na doživotní vězení. Na svobodu se ovšem dostal již v roce 1958.